# Komponenta grafu

Nesouvislý graf, který má tři komponenty.

Komponenta grafu (Komponenta souvislosti) je maximální souvislý podgraf, tj. v tomto podgrafu najdeme cestu z vrcholu {\displaystyle a} do vrcholu {\displaystyle b} pro jakékoliv vrcholy {\displaystyle a,b} v podgrafu.
Jsou to všechny indukované podgrafy na jednotlivých třídách ekvivalence souvislosti. Je to souvislý podgraf, který není obsažen v žádném větším souvislém podgrafu. Souvislý graf má právě jednu komponentu.
Z algoritmického hlediska je určení komponent a testování souvislosti grafu snadným problémem. K oběma problémům lze použít například algoritmus prohledávání do hloubky.